# Giovanni Scarantino
Giovanni Scarantino (Caltanissetta, 19 marzo 1966) è un ex sollevatore italiano.

## Biografia
Nato nel 1966 a Caltanissetta, è padre di Mirco Scarantino, anche lui sollevatore, partecipante alle Olimpiadi di Londra 2012 e Rio de Janeiro 2016.
Gareggiava nelle classi di peso dei pesi gallo (56 kg) o pesi mosca (54 kg).
A 22 anni ha partecipato ai Giochi olimpici di Seul 1988, nei 56 kg, chiudendo 8º con 245 kg totali alzati, dei quali 110 nello strappo e 135 nello slancio.
4 anni dopo ha preso di nuovo parte alle Olimpiadi, quelle di Barcellona 1992, ancora nei 56 kg, terminando 14º con 240 kg totali alzati, dei quali 110 nello strappo e 130 nello slancio.
Nel 1987, 1988 e 1993 ha preso parte agli Europei di Reims, Cardiff e Sofia, prima nei pesi gallo e poi nei pesi mosca.
A 30 anni ha partecipato ai suoi terzi Giochi, Atlanta 1996, stavolta nei 54 kg, arrivando 15º con 240 kg totali alzati, dei quali 110 nello strappo e 130 nello slancio.
Nel 1997 ha vinto la medaglia di bronzo ai Giochi del Mediterraneo di Bari, con 135 kg alzati, chiudendo dietro al turco Halil Mutlu e al francese Éric Bonnel.
Dopo il ritiro è diventato tra l'altro tecnico federale.

## Palmarès

### Giochi del Mediterraneo
- 1 medaglia:
  - 1 bronzo (54 kg a Bari 1997)